# Carroll Shelby
Carroll Shelby (n. 11 ianuarie 1923- d.10 mai 2012) a fost un  constructor de automobile de curse și fost pilot american. A fost pilot de Formula 1 și a evoluat în Campionatul Mondial între anii 1958 și 1959.
1. ↑  Carroll Shelby, SNAC, accesat în 9 octombrie 2017
2. 1 2  Autoritatea BnF, accesat în 10 octombrie 2015
3. ↑  Carroll Hall Shelby, Find a Grave, accesat în 9 octombrie 2017